# Эфрем, Мерове
Меровее́ Эфре́м (фр. Mérovée Ephrem; род. 7 февраля 1990, Карпантра, Франция) — французская фигуристка, выступавшая за Монако в одиночном разряде.
Меровее стала первой фигуристкой, представлявшей Монако на международных соревнованиях под эгидой ISU, что она сделала в 2007 году приняв участие в чемпионате Европы. До этого она пыталась пробиться в сборную Франции, но заняла на национальном чемпионате для юниоров только 8 место. На взрослых соревнованиях занимала преимущественно невысокие места в третьем или четвёртом десятке. На международных соревнованиях её лучшим результатом является 28-е место на чемпионате мира 2008. После крайне неудачного чемпионата мира 2009, где она стала лишь 50-й, фигуристка покинула большой спорт.
В настоящее время работает тренером и хореографом.

## Спортивные достижения
| Соревнования                                   | 2005—2006 | 2006—2007 | 2007—2008 | 2008—2009 |
| ---------------------------------------------- | --------- | --------- | --------- | --------- |
| Чемпионаты мира                                |           | 37        | 28        | 50        |
| Чемпионаты Европы                              |           | 30        | 38        |           |
| Чемпионаты мира среди юниоров                  |           | 32        | 36        |           |
| 2008-2009 Этап Гран-при (юниоры), Южная Африка |           |           |           | 16        |
| 2008-2009 Этап Гран-при (юниоры), Испания      |           |           |           | 17        |
| 2007-2008 Этап Гран-при (юниоры), Болгария     |           |           | 13        |           |
| Кубок Ниццы                                    |           |           | 14        |           |